# Stephanus Haquini
Stephanus Haquini, född på 1500-talet, död 1633 i Torpa församling, Östergötlands län, var en svensk präst.

## Biografi
Stephanus Haquini var son till kyrkoherden Haqvinus Erici i Torpa församling. Han blev 1577 komminister i Vreta klosters församling och 1595 kyrkoherde i församlingen. Stephanus Haquini blev 1602 kyrkoherde i Torpa församling och skrev 1605 under petitionen om Karl IX kröning. Han blev 28 juni 1616 kontraktsprost i Ydre kontrakt. Stephanus Haquini avled 1633 i Torpa församling.

### Familj
Stephanus Haquini var första gången gift med en änka (död 1614) efter komministern Joannes i Vreta klosters församling.
Han gifte sig andra gången med en änka efter kyrkoherden J. N. Torpadius i Torpa församling.